# Црни Луг (Врање)
Црни Луг је насељено место града Врања у Пчињском округу. Према попису из 2022. било је 206 становника (према попису из 1991. било је 264 становника).

## Демографија
У насељу Црни Луг живи 203 пунолетна становника, а просечна старост становништва износи 40,5 година (38,6 код мушкараца и 42,6 код жена). У насељу има 79 домаћинстава, а просечан број чланова по домаћинству је 3,37.
Ово насеље је великим делом насељено Србима (према попису из 2002. године), а у последња три пописа, примећен је пораст у броју становника.
|  |

| Демографија | Демографија | Демографија |
| Година      | Становника  | Становника  |
| ----------- | ----------- | ----------- |
| 1948.       | 428         |             |
| 1953.       | 429         |             |
| 1961.       | 368         |             |
| 1971.       | 290         |             |
| 1981.       | 248         |             |
| 1991.       | 264         | 263         |
| 2002.       | 266         | 266         |

| Етнички састав према попису из 2002.‍ | Етнички састав према попису из 2002.‍ | Етнички састав према попису из 2002.‍ | Етнички састав према попису из 2002.‍ | Етнички састав према попису из 2002.‍ |
| ------------------------------------ | ------------------------------------ | ------------------------------------ | ------------------------------------ | ------------------------------------ |
|                                      |                                      |                                      |                                      |                                      |
| Срби                                 | Срби                                 |                                      | 262                                  | 98,49%                               |
| Руси                                 | Руси                                 |                                      | 2                                    | 0,75%                                |
| Македонци                            | Македонци                            |                                      | 2                                    | 0,75%                                |
| непознато                            | непознато                            |                                      | 0                                    | 0,0%                                 |

| Година пописа     | 1948. | 1953. | 1961. | 1971. | 1981. | 1991. | 2002. |
| ----------------- | ----- | ----- | ----- | ----- | ----- | ----- | ----- |
| Број домаћинстава | 75    | 76    | 79    | 72    | 68    | 69    | 79    |

| Број чланова      | 1  | 2  | 3  | 4  | 5 | 6 | 7 | 8 | 9 | 10 и више | Просек |
| ----------------- | -- | -- | -- | -- | - | - | - | - | - | --------- | ------ |
| Број домаћинстава | 10 | 23 | 12 | 13 | 8 | 9 | 4 | 0 | 0 | 0         | 3,37   |

| Пол    | Укупно | Неожењен/Неудата | Ожењен/Удата | Удовац/Удовица | Разведен/Разведена | Непознато |
| ------ | ------ | ---------------- | ------------ | -------------- | ------------------ | --------- |
| Мушки  | 110    | 28               | 74           | 4              | 4                  | 0         |
| Женски | 107    | 15               | 74           | 17             | 1                  | 0         |
| УКУПНО | 217    | 43               | 148          | 21             | 5                  | 0         |

| Пол    | Укупно                    | Пољопривреда, лов и шумарство | Рибарство                            | Вађење руде и камена | Прерађивачка индустрија       |
| ------ | ------------------------- | ----------------------------- | ------------------------------------ | -------------------- | ----------------------------- |
| Мушки  | 69                        | 18                            | 0                                    | 0                    | 26                            |
| Женски | 38                        | 12                            | 0                                    | 0                    | 19                            |
| УКУПНО | 107                       | 30                            | 0                                    | 0                    | 45                            |
| Пол    | Производња и снабдевање   | Грађевинарство                | Трговина                             | Хотели и ресторани   | Саобраћај, складиштење и везе |
| Мушки  | 2                         | 3                             | 5                                    | 1                    | 4                             |
| Женски | 0                         | 0                             | 1                                    | 1                    | 0                             |
| УКУПНО | 2                         | 3                             | 6                                    | 2                    | 4                             |
| Пол    | Финансијско посредовање   | Некретнине                    | Државна управа и одбрана             | Образовање           | Здравствени и социјални рад   |
| Мушки  | 0                         | 0                             | 2                                    | 3                    | 2                             |
| Женски | 0                         | 0                             | 1                                    | 3                    | 1                             |
| УКУПНО | 0                         | 0                             | 3                                    | 6                    | 3                             |
| Пол    | Остале услужне активности | Приватна домаћинства          | Екстериторијалне организације и тела | Непознато            | Непознато                     |
| Мушки  | 0                         | 0                             | 0                                    | 3                    | 3                             |
| Женски | 0                         | 0                             | 0                                    | 0                    | 0                             |
| УКУПНО | 0                         | 0                             | 0                                    | 3                    | 3                             |